# Streptotinia caulophylli
Streptotinia caulophylli är en svampart som beskrevs av M.E. Elliott 1962. Streptotinia caulophylli ingår i släktet Streptotinia och familjen Sclerotiniaceae.   Inga underarter finns listade i Catalogue of Life.